# Anton Rintelen
Anton Rintelen (Graz, 15 de noviembre de 1876-Ibídem, 28 de enero de 1946) fue un abogado, profesor de Derecho en la Universidad de Graz y político socialcristiano austriaco y gobernador de la provincia de Estiria durante la Primera República austriaca. Participó en el fallido golpe de Estado de julio en 1934.

## Origen y primeras actividades
Nació el 15 de noviembre de 1876 y era hijo de un afamado abogado austriaco. Siguió la carrera paterna y estudió leyes en la Universidad de Graz entre 1894 y 1898. A continuación trabajó como profesor de Derecho en la misma institución. Entre 1902 y 1903 trabajó como profesor adjunto en la universidad alemana de Praga; a partir de 1906 obtuvo la plaza de titular. En 1911 regresó a Graz como profesor de derecho civil. Durante la Primera Guerra Mundial, sirvió como voluntario en la red de tribunales militares y en el Ministerio de Defensa. Acabada la contienda, reanudó su actividad docente en la Universidad de Graz.

## Gobernador de Estiria
Gobernador de Estiria ya desde la posguerra de la Primera Guerra Mundial —desde el 27 de mayo de 1919—, respaldó a las unidades paramilitares campesinas surgidas a finales de 1918 tras su primera disolución por el socialista encargado de la coordinación de las fuerzas paramilitares en la región. Rintelen favoreció la adopción por parte de las fuerzas campesinas de un espíritu intensamente antisocialista. Formó una de las principales unidades paramilitares de la zona, estrechamente ligada a los socialcristianos. Se mantuvo en el cargo de gobernador provincial hasta 1933, salvo en el periodo de 1926-1928.
En diciembre de 1919, viajó a Budapest, donde trató con el Gobierno conservador húngaro el derrocamiento del Gobierno socialista austriaco, aunque estos planes no llegaron a fructificar. Desempeñó un papel destacado en la obtención de apoyo para las unidades paramilitares y favoreció la actividad del alemán Rudolf Kanzler, representante de la Orgesch, dedicado a tratar de coordinarlas.
Entre sus cargos, fungió como diputado de la Cámara Alta austriaca (Bundesrat) entre 1920 y 1923 y se convirtió en el presidente de esta en junio de este último año. Entre mayo de 1927 y el mismo mes de 1934, fue diputado socialcristiano en la Cámara Baja (Nationalrat).
En 1925, trató infructuosamente de formar una gran organización paramilitar que le fuese fiel, con financiación italiana. El plan de Rintelen era utilizarla para marchar contra la capital, hacerse con el poder e implantar una dictadura que, con el tiempo, adoptase el ideal fascista. Al año siguiente, se vio envuelto en un escándalo financiero al quebrar el banco Steirer, que había fundado; esto no le impidió recuperar el cargo de gobernador regional a finales de abril de 1928. Ambicioso, se le consideraba el candidato evidente en caso de que triunfase un golpe de Estado.
Durante la revuelta de julio de 1927, apoyó la intimidación de Walter Pfrimer a los trabajadores de Estiria que acabó con la huelga en la provincia y abogó en vano por aprovechar la oportunidad para marchar contra la capital y eliminar a los socialistas de la política austriaca.
Estuvo involucrado en el fallido golpe de Estado de Pfrimer de septiembre de 1931. Una vez fracasado y huido el cabecilla, recomendó infructuosamente al canciller Karl Buresch que otorgase una amnistía a los que habían participado en él, justificándola como necesaria por la urgencia de acabar raudamente con la crisis para que Buresch pudiese acudir a Ginebra, donde llevaba a cabo negociaciones relativas a la grave situación financiera austriaca.

## Ministro y participación en el golpe de Estado de julio
Fue nombrado ministro de Educación en el Gobierno presidido por Engelbert Dollfuss que tomó posesión el 20 de mayo de 1932. Fue escogido para el cargo para tratar de obtener el apoyo de la Heimwehr de Estiria, que deseaba en realidad que Rintelen encabezase el nuevo gabinete. Muy cercano a la Heimwehr, mantuvo su puesto de gobernador provincial al ingresar en el Consejo de Ministros. Durante el verano de 1932, la formación paramilitar sopesó la posibilidad de imponer por la fuerza un Gobierno encabezado por él en caso de que Dollfuss pactase con los socialistas para aprobar el préstamo de Lausana, nuevo crédito internacional de estabilización financiera, similar al de Ginebra de 1922. En mayo de 1933 se lo destituyó del cargo por sus continuas confabulaciones con los nacionalsocialistas. Las negociaciones del canciller con estos, en las que había participado como mediador, habían fracasado.
El 13 de noviembre de ese año, se lo nombró embajador en Roma, donde continuó participando en las maquinaciones nazis contra el Gobierno —al menos desde diciembre— y desde donde mantuvo informado al encargado de Hitler para los asuntos austriacos, Theodor Habicht. Trató además de desbaratar las relaciones italo-austriacas. En la primavera de 1934, trabajaba ya claramente para los nazis alemanes, a cambio de que se lo nombrase canciller si estos se hacían con el poder en Austria.
Tuvo un papel destacado en el fallido golpe de Estado de julio y en marzo de 1935 se lo condenó a cadena perpetua por ello. En efecto, era el candidato a canciller de los nacionalsocialistas que llevaron a cabo el golpe: se hallaba en Viena el día que este se llevó a cabo, esperando que, según el plan trazado, el presidente de la república Wilhelm Miklas, al que un comando debía secuestrar, destituyese a Dollfuss y lo nombrase primer ministro. En parte, la fecha de la acción se había decidido por la imposibilidad de que Rintelen alargase su permiso en Austria —justificado como viaje informativo para comunicar al Gobierno la situación en Italia antes del comienzo de las vacaciones de verano— y su ausencia de la embajada en Roma y por sus exhortaciones para que se realizase antes de la visita de Dollfuss a Mussolini, que creía que podía acabar con un acuerdo entre los dos mandatarios que desbaratase los planes nacionalsocialistas. El mismo día 25 en que se produjo el golpe fracasado fue detenido por el Gobierno en funciones encabezado por Kurt Schuschnigg en el lujoso hotel en que aguardaba el desarrollo de los acontecimientos. Liberado en 1938, se afilió al NSDAP. No volvió a desempeñar un papel importante en la política austriaca. Volvió a Graz, donde residió hasta su fallecimiento el 28 de enero de 1946.